# Масейрас, Хулио
Ху́лио Се́зар Масе́йрас Фо́ке (исп. Julio César Maceiras Fauque; 22 апреля 1926, Монтевидео — 6 сентября 2011, Монтевидео) — уругвайский футболист, участник чемпионата мира по футболу 1954 года, играл на позиции вратаря.

## Биография

### Игровая карьера
Масейрас начинал карьеру в «Монтевидео Уондерерс», за который играл в течение двух сезонов.
В 1947 году перешёл в «Данубио», в составе которого отыграл 12 сезонов, став основным вратарём команды, а с 1951 года он был капитаном команды, оставшись им до завершения карьеры, которую закончил в 1959 году в возрасте 33 лет.
В составе сборной Уругвая был участником чемпионата мира по футболу 1954 года, но на турнире не играл. Спустя два года, в 1956 году вместе со сборной выиграл Чемпионат Южной Америки 1956 года.

### Смерть
Скончался 6 сентября 2011 года в Монтевидео в возрасте 85 лет.

## Достижения
Уругвай
- Чемпион Южной Америки (1): 1956